# Laith Nakli
Laith Nakli (Plymouth (Verenigd Koninkrijk), 1 december 1969) is een Engels acteur. Hij speelde in diverse films en televisieseries, waaronder 12 Strong, Ramy en Ms. Marvel.

## Filmografie

### Film
- 2007: You Belong To Me, als Bo
- 2011: I'm Not Me, als Robert Benoit
- 2012: Recalled, als eerste sergeant Wells
- 2013: A Song Still Inside, als Edward Carrick
- 2014: Amira & Sam, als Bassam Jafari
- 2015: Devil's Work, als labmedewerker
- 2015: A Rising Tide, als Jerry
- 2017: The Wall, als Juba
- 2018: 12 Strong, als commandeur Ahmed Lal
- 2018: Bodega, als Amir
- 2019: The Brawler, als Martin
- 2019: Saeed, als Sami
- 2019: Swallow, als Luay
- 2020: Antarctica, als Vlad
- 2021: No Longer Suitable for Use, als Samir
- 2022: Sweet Refuge, als Hakim
- 2023: Problemista, als Khalil
- 2024: Push to Enter, als Hugo Martin
- 2025: Chat À Table, als Richard
- 2025: Cigarettes, als Ali

### Televisie
- 2006: Live Free or Die (The Sopranos), als Mr. Fahim Ulleh Khan
- 2015: Blindspot, als Zahir
- 2017: 24: Legacy, als Kusuma
- 2017: The Long Road Home, als Alim
- 2018: The Accidental Wolf, als Zuhair
- 2019: Orange Is the New Black, als Youssef
- 2019-2020: Emergence, als Yousef
- 2019-2022: Ramy, als oom Naseem
- 2020-2021: Momo's Amerika, als Jimmy
- 2021: Ten Year Old Tom, als verschillende personages (stemrol)
- 2022: Ms. Marvel, als Sheikh Abdullah
- 2023: FBI, als Ahmed Khan
- 2023: Kizazi Moto: Generation Fire, als 'Het orakel' (stemrol)
- 2024: Bob's Burgers, als Papou (stemrol)